# Chato Chico
Chato Chico es un caserío peruano ubicado en el distrito de Cura Mori, perteneciente a la provincia y departamento de Piura, al norte del Perú. 

## Ubicación
Chato Chico se ubica al oeste de la provincia de Piura, en el distrito de Cura Mori, en el departamento de Piura.

## Demografía
En 2017 Chato Chico tenía una población de 347 habitantes.
| Gráfica de evolución demográfica de Chato Chico entre 1993 y 2017 |
|                                                                   |
| Fuentes: Población 1993 y 2017                                    |